# Дефект межжелудочковой перегородки
Дефе́кт межжелу́дочковой перегоро́дки (ДМЖП) — врожденный порок сердца, характеризующийся наличием дефекта между правым и левым желудочками сердца.

## Эпидемиология
Дефект межжелудочковой перегородки (ДМЖП) — встречается наиболее часто, причём как в изолированном виде, так и в составе многих других пороков сердца. Среди ВПС частота данного порока варьирует от 27,7 до 42 %. Одинаково часто встречается как у мальчиков, так и у девочек. Существуют данные об аутосомно-доминантном и рецессивном типах наследования. В 3,3 % случаев у прямых родственников больных с ДМЖП также обнаруживают этот порок.

## Классификация
В межжелудочковой перегородке выделяют 3 отдела: верхняя часть — мембранозная, прилегает к центральному фиброзному телу, средняя часть — мышечная, и нижняя — трабекулярная. Соответственно этим отделам называют и дефекты межжелудочковой перегородки, однако большинство из них имеют перимембранозную локализацию (до 80 %). На долю мышечных ДМЖП приходится 20 %.
По размерам дефекты подразделяют на большие, средние и малые. Для правильной оценки величины дефекта его размер надо сравнивать с диаметром аорты. Мелкие дефекты размером 1-2 мм, расположенные в мышечной части межжелудочковой перегородки, называются болезнью Толочинова-Роже. Вследствие хорошей аускультативной картины и отсутствия гемодинамических нарушений для их характеристики уместно выражение: «много шума из ничего». Отдельно выделяют множественные большие дефекты межжелудочковой перегородки, по типу «швейцарского сыра», имеющие неблагоприятное прогностическое значение.

## Гемодинамика
Внутрисердечные гемодинамические нарушения при ДМЖП начинают формироваться спустя некоторое время после рождения, как правило, на 3—5 сутки жизни.
В раннем неонатальном периоде шум в сердце может отсутствовать вследствие одинакового давления в правом и левом желудочках из-за так называемой неонатальной лёгочной гипертензии. Постепенное падение давления в системе легочной артерии и в правом желудочке создаёт разность (градиент) давлений между желудочками, вследствие чего появляется сброс крови слева направо (из области высокого давления в область низкого давления).

Дополнительный объём крови, поступающий в правый желудочек и лёгочную артерию, приводит к переполнению сосудов малого круга кровообращения, где развивается лёгочная гипертензия.
Выделяют три стадии легочной гипертензии по В. И. Бураковскому.
1. Застой крови (гиперволемическая стадия лёгочной гипертензии) может приводить к отёку легких, частому присоединению инфекции, развитию пневмоний, манифестирующих в ранние сроки жизни, имеющих тяжёлое течение и плохо поддающихся лечению. Если с гиперволемией не удается справиться консервативными методами, проводят паллиативную операцию — сужение лёгочной артерии по Мюллеру. Суть операции заключается в создании временного искусственного стеноза лёгочной артерии, который препятствует попаданию в МКК избыточного количества крови. Однако повышенная нагрузка, падающая при этом на правый желудочек, диктует в дальнейшем (спустя 3—6 месяцев) необходимость проведения радикальной операции.[9]
2. При естественном течении порока со временем в сосудах малого круга кровообращения срабатывает рефлекс Китаева (спазмирование в ответ на перерастяжение), что приводит к развитию переходной стадии лёгочной гипертензии. В этот период ребёнок перестает болеть, становится более активным, начинает прибавлять в весе. Стабильное состояние пациента в эту фазу является лучшим периодом для проведения радикальной операции.[9] Давление в лёгочной артерии (и соответственно в правом желудочке) в эту фазу колеблется в пределах от 30 до 70 мм рт. ст. Аускультативная картина характеризуется уменьшением интенсивности шума при появлении акцента II тона над лёгочной артерией.[5]
3. В дальнейшем, если хирургическая коррекция ВПС не проводится, начинают формироваться процессы склерозирования сосудов легких (высокая легочная гипертензия — синдром Эйзенменгера). Этот патологический процесс не имеет обратного развития и приводит к значительному повышению давления в лёгочной артерии (иногда до 100—120 мм рт. ст.).[5]

Аускультативно можно выслушать резко выраженный акцент II тона над лёгочной артерией («металлический» оттенок). Систолический шум становится слабо-интенсивным, а в некоторых случаях может совсем отсутствовать. На этом фоне можно зафиксировать появление нового диастолического шума, обусловленного недостаточностью клапанов лёгочной артерии (шум Грехема-Стилла). В клинической картине заболевания отмечается множество патологических признаков: сердечный «горб», расширение границ относительной сердечной тупости, больше вправо. Над лёгкими выслушиваются участки ослабленного и жёсткого дыхания, могут встречаться свистящие хрипы. Самым характерным признаком синдрома Эйзенменгера является постепенное нарастание цианоза, — сначала периферического, а в дальнейшем и диффузного. Это происходит вследствие перекрестного сброса крови в области дефекта межжелудочковой перегородки, который при превышении давления в правом желудочке становится право-левым, то есть меняет своё направление. Наличие у пациента третьей стадии лёгочной гипертензии может стать основным мотивом отказа кардиохирургов от проведения операции.

## Клиническая картина
Клиническая картина при ДМЖП заключается в симптомокомплексе сердечной недостаточности, развивающейся, как правило, на 1-3 месяцах жизни (в зависимости от размеров дефекта). Кроме признаков сердечной недостаточности ДМЖП может манифестировать ранними и тяжелыми пневмониями. При осмотре ребёнка можно выявить тахикардию и одышку, расширение границ относительной сердечной тупости, смещение верхушечного толчка вниз и влево. В ряде случаев определяется симптом «кошачьего мурлыканья». Систолический шум, как правило, интенсивный, выслушивается над всей областью сердца, хорошо проводится на правую сторону грудной клетки и на спину с максимальной интенсивностью в IV межреберье слева от грудины. При пальпации живота определяется гепатомегалия и спленомегалия. Изменения периферической пульсации не характерны. У детей с ДМЖП как правило быстро развивается гипертрофия.

## Диагностика
Диагностика любого порока сердца складывается из рентгенологического исследования органов грудной полости, электрокардиографии и двухмерной доплерэхокардиографии.
При рентгенологическом исследовании органов грудной клетки описывают форму сердца и состояние лёгочного рисунка, определяют размер кардио-торакального индекса (КТИ). Все эти показатели имеют свои особенности при разных степенях лёгочной гипертензии. В первой, гиперволемической стадии, выявляется сглаженность талии и погруженность верхушки сердца в диафрагму, увеличение КТИ. Со стороны легочного рисунка отмечается его усиление, нечёткость, размытость. Крайней степенью гиперволемии в лёгких является отёк лёгких. В переходной стадии лёгочной гипертензии отмечается нормализация лёгочного рисунка, некоторая стабилизация размеров КТИ. Для склеротической стадии лёгочной гипертензии характерно значительное увеличение размеров сердца, причем в основном за счёт правых отделов, увеличение правого предсердия (формирование прямого атрио-вазального угла), выбухание дуги лёгочной артерии (индекс Мура более 50 %), приподнятость верхушки сердца, которая образует с диафрагмой острый угол. Со стороны лёгочного рисунка часто описывается симптом «обрубленного дерева»: яркие, чёткие, увеличенные корни, на фоне которых лёгочный рисунок прослеживается только до определённого уровня. На периферии имеет место признаки эмфиземы. Грудная клетка имеет вздутую форму, ход ребер горизонтальный, диафрагма уплощена, стоит низко.
ЭКГ имеет свои закономерности, тесно связанные с фазой течения ВПС и степенью лёгочной гипертензии. Сначала выявляются признаки перегрузки левого желудочка — повышение его активности, затем развитие его гипертрофии. С течением времени присоединяются признаки перегрузки и гипертрофии правых отделов сердца — как предсердия, так и желудочка, — это свидетельствует о высокой лёгочной гипертензии. Электрическая ось сердца всегда отклонена вправо. Могут встречаться нарушения проводимости — от признаков неполной блокады правой ножки пучка Гиса до полной атрио-вентрикулярной блокады.
При доплер-ЭхоКГ уточняется место расположения дефекта, его размер, определяется давление в правом желудочке и лёгочной артерии. В первой стадии лёгочной гипертензии давление в ПЖ не превышает 30 мм.рт.ст., во второй стадии — от 30 до 70 мм.рт.ст., в третьей — более 70 мм.рт.ст.

## Лечение
Лечение данного порока подразумевает консервативную терапию сердечной недостаточности и хирургическую коррекцию порока сердца. Консервативное лечение складывается из препаратов инотропной поддержки (симпатомиметики, сердечные гликозиды), мочегонных препаратов, кардиотрофиков. В случаях высокой лёгочной гипертензии назначаются ингибиторы ангиотензинпревращающего фермента — капотен или каптоприл.
Оперативные вмешательства подразделяются на паллиативные операции (в случае ДМЖП — операция суживания лёгочной артерии по Мюллеру) и радикальную коррекцию порока — пластика дефекта межжелудочковой перегородки заплатой из листков перикарда в условиях искусственного кровообращения, кардиоплегии и гипотермии.